# Sérgio Oliveira
Sérgio Miguel Relvas de Oliveira, född 2 juni 1992 i Paços de Brandão, är en portugisisk fotbollsspelare som spelar för Olympiakos.
Oliveira var med i Portugals trupp vid U21-EM 2015.

## Karriär
Den 12 januari 2022 lånades Oliveira ut av Porto till italienska Roma på ett låneavtal över resten av säsongen 2021/2022. Den 9 juli 2022 värvades Oliveira av turkiska Galatasaray, där han skrev på ett fyraårskontrakt.